# Marko-Kloster

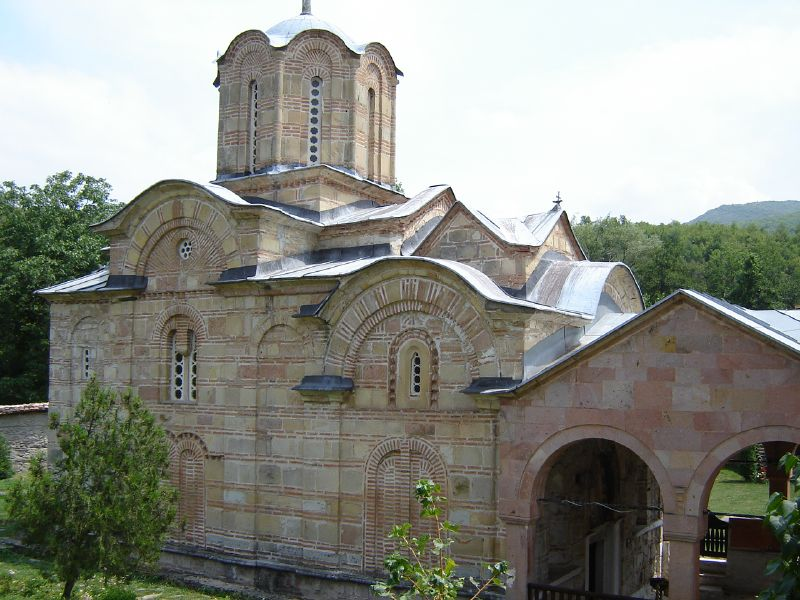
Kirche des Hl. Demetrius

Das Marko-Kloster (mazedonisch und serbisch-kyrillisch Марков Манастир) befindet sich im Norden Nordmazedoniens südwestlich von Skopje im Dorf Markova Sušica.

## Geschichte
Der Adelige Despot Vukašin Mrnjavčević unter König Stefan Dušan ließ die Kirche 1346/47 erbauen. Unter Dušan’s Sohn Uroš V. wurde Vukašin Mitregent. Da Uroš V. kinderlos war, krönte Vukašin seinen jungen Sohn Marko zum König, was auf Widerstand der anderen Adeligen traf. Im Jahre 1371 kam es zum Schlacht an der Mariza, in der Vukašin ums Leben kam und mit der die osmanische Expansion auf dem Balkan begann. Im gleichen Jahr starb auch Uroš V. Nach der Schlacht an der Mariza trat Marko Kraljević in ein Vasallenverhältnis zu den Osmanen. Die anderen Adeligen akzeptierten ihn nicht als König. Aufgrund der osmanischen Invasion dauerte die Vollendung der Kirche etwa 30 Jahre und der Stifter Vukašin erlebte die Vollendung der Kirche nicht mehr.
Die Fresken der Kirche wurden 1376/77 oder 1380/81 durch König Marko in Auftrag gegeben. Die kirchenslawische Stifterinschrift, die dem Heiligen Demetrius gewidmet ist, blieb über dem Südeingang erhalten.

## Architektur
Die Kirche misst 10 × 16 Meter bei einer Höhe von 16 Meter. Die Kirchenform ist typisch für die Kirchen in der Nähe von Skopje. Sie wurde von dem Autor Slobodan Ćurčić wegen der Fassadenordnung bzw. gebänderten Konstruktion als „Skopian Paradigm“ bezeichnet. Die Kirche ist eine Kreuzkuppelkirche mit einbezogenem blindem Narthex, der vom zentralen Bereich durch zwei kleinere Säulen (Tribelon) getrennt wird. Der Narthex bildet damit eine Verlängerung des Kirchenschiffes. Der Kuppel der Kirche ruht auf einem oktogonalen Tambour und wird durch vier langen Säulen getragen. Die Kirche hat 2 Eingänge von Westen und Osten. Vor einem südlichen Eingang gab es ein Parakklesion oder Baptisterium, welche nicht erhalten sind. Vor dem westlichen Eingang befindet sich ein offener Exonarthex, der im 19. Jahrhundert durch Osmanen angebaut wurde. Beim Bau wurden sorgfältig behauene Sandsteine im horizontalen Wechsel mit zwei oder drei Ziegellagen. Die Kirche ist von außen reicht gegliedert, Blendbögen und Nischen wurden durch Ziegel hervorgehoben.

## Fresken

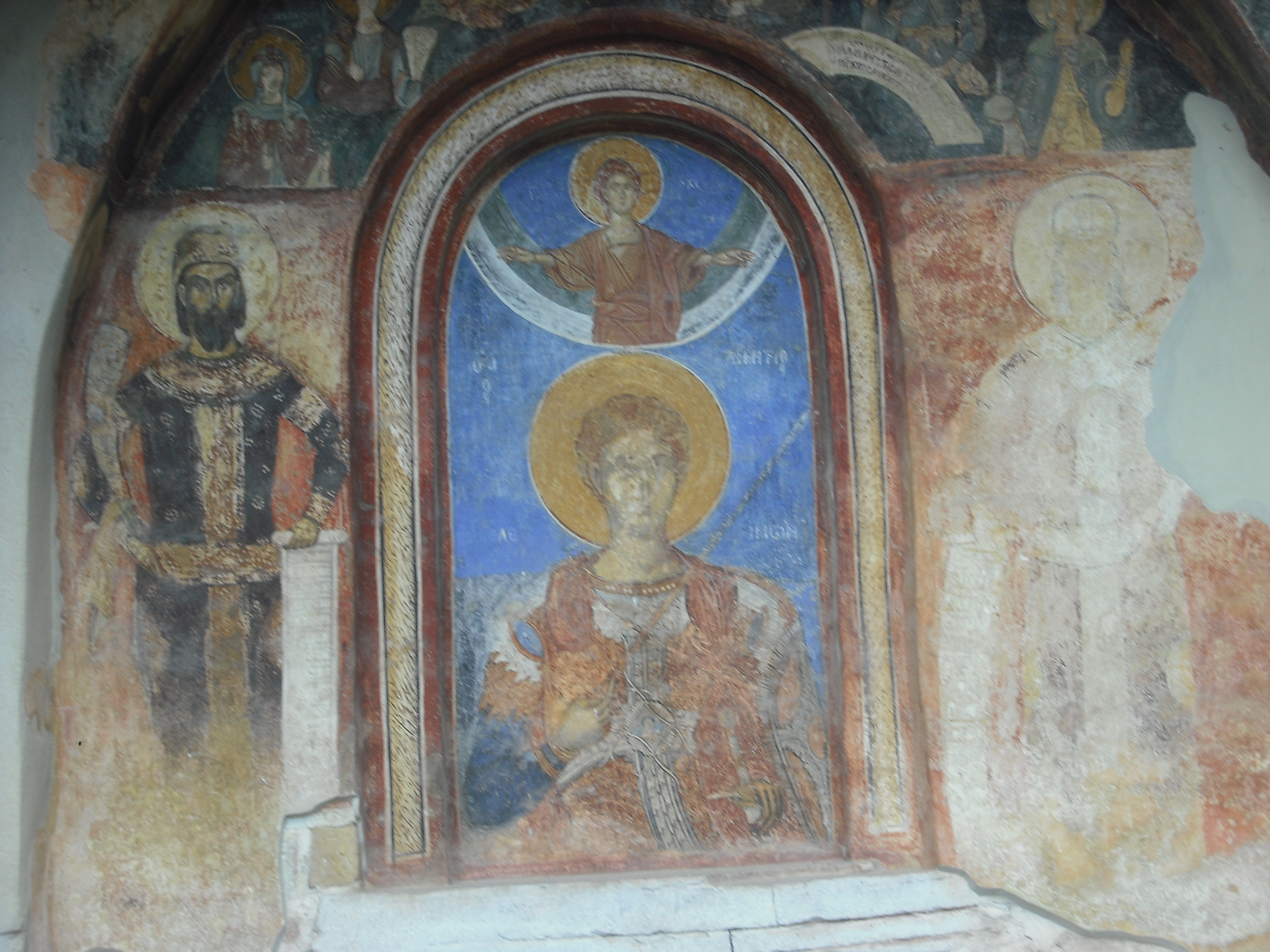
Südeingang, Fresko von Marko und seinem Vater Vukašin Mrnjavčević.

Die qualitätvolle Malerei beruht auf Kirchengesängen und literarischen sowie liturgischen Werken. Die Liturgie bot den Künstlern eine Grundlage, auf der sie eine Bilderwelt von hoher Eigenart aufbauten. Über der westlichen Tür befindet sich eine Darstellung von heiligen Demetrius, über der südlichen Tür Marko und König Vukasin vom Christus segnend dargestellt worden sind. Man geht davon aus, dass verschiedene Maler am Werk waren.
Unter der Kuppel sind Festbilder dargestellt. Auf mehreren Registern sind darunter ein  Zyklus  der  Passion  wie  auch  Episoden  der  Predigten  und  Wunder  Christi  abgebildet  worden. Verschiedene  Szenen  nach  der  Auferstehung  Christi  sowie  Bilder  aus  dem  Leben  des  heiligen Nikolaus und des heiligen Demetrius bilden einen eigenen Zyklus. Das Programm erhält viele einzigartige Bilder. Ein Menolog wurde entlang der Wände unter dem Passionszyklus gemalt. Bemerkenswert ist ebenfalls die göttliche Darstellung Christi im Narthex. Viel Platz erhält die Deesis, in der sich auch die Stifterporträts einfügen, die stark zerstört wurden. Ein berühmtes Fresko aus dieser Kirche ist der Kindermord von Bethlehem. Zu nennen sind zuletzt die Akathisthos Fresken, die von einem byzantinischen Hymnus inspiriert sind.